# Misericordia (film, 2024)
Misericordia (franska: Miséricorde) är en fransk-spansk-portugisisk svart dramakomedi från 2024 i regi av Alain Guiraudie.

## Utmärkelser
Filmen vann Louis Delluc-priset 2024.

## Roller (urval)
- Félix Kysyl – Jérémie Pastor
- Catherine Frot – Martine Rigal
- Jean-Baptiste Durand – Vincent Rigal
- Jacques Develay – abbé Philippe Griseul
- David Ayala – Walter Bonchamp